# Кайк (прозвище)
«Кайк» (англ. kike, /kaɪk/; K-слово, англ. K-word) — антисемитский этнофолизм, оскорбительное, уничижительное обозначение еврея и иудея. На русский язык может переводиться как «жид».
Имеется большое число теорий происхождения этого термина. Согласно одной из популярных теорий, слово происходит от идишского kikel, обозначающего круг, что отсылает к тому, как еврейские иммигранты в США на острове Эллис подписывали въездные формы, используя круг, а не крестик (X), который евреи ассоциировали с христианским крестом. Работники иммиграционной службы называли этих иммигрантов словом «kikel». Со временем слово сократилось до «kike».
Рассматривается как крайне оскорбительный термин, который во многих источниках считается формой языка вражды. В настоящее время термин используется в основном сторонниками превосходства «белой расы» как антиеврейское оскорбление, однако также использовалось общественными деятелями, которые не знакомы с его происхождением или значением.